# Luca (2021)
Luca (mesmo título no Brasil e em Portugal) é um filme de animação digital estadunidense de 2021, dos gêneros amadurecimento, comédia e fantasia, produzido pela Pixar Animation Studios e distribuído pela Walt Disney Studios Motion Pictures. O filme é dirigido por Enrico Casarosa em sua estreia na direção de longas-metragens, escrito por Mike Jones e Jesse Andrews, e produzido por Andrea Warren. O filme apresenta as vozes de Jacob Tremblay, Jack Dylan Grazer, Emma Berman, Marco Barricelli, Saverio Raimondo, Maya Rudolph e Jim Gaffigan.
O longa-metragem conta a história de Luca Paguro, um garoto monstro marinho com a capacidade de assumir a forma humana em terra, que explora uma cidade litorânea na Riviera Italiana com seu amigo Alberto Scorfano, vivenciando um verão transformador. Luca estava previsto para ser lançado nos Estados Unidos em 18 de junho de 2021, mas foi lançado exclusivamente para o Disney+ devido à pandemia COVID-19.

## Sinopse
No início, um barco com dois homens dentro está navegando no oceano e um deles foi pescar no oceano e um monstro marinho rouba algumas coisas do barco e assusta os homens. Embaixo da água, tem um lugar exclusivo pra monstros marinhos, que  tem medo de humanos, e um deles, chamado Luca, foi reunir um bando de peixes meio ovelha e quando ele terminou de reunir o bando ele encontra objetos do mundo dos humanos. Mas antes que ele conseguisse encontrar mais coisas, um barco passou na superfície, e ele esconde o rebanho e se esconde depois. Quando imagina em subir a superfície, sua mãe Daniela estraga a imaginação do garoto e ele esconde os objetos, e vai almoçar. No almoço ele fez uma pergunta sobre a superfície para seus pais, e sua avó explica tudo sobre a superfície. Então ele volta no lugar onde ele escondeu os objetos e ele encontra um objeto bem maior do que os outros, e uma pessoa com roupa de mergulho aparece e o assusta, mas era um monstro marinho, que tinha o poder de se camuflar de humano na superfície, e ele puxa Luca para a superfície.À noite, quando Luca foi dormir ele pergunta se a sua avó já foi pra a superfície, mas ela só arrota como se não quisesse falar sobre isso, e de manhã ele toma coragem pra ir a superfície até que Alberto (o mesmo Monstro marinho que o assustou) faz ele ir para a superfície, e Alberto ensina Luca a andar, entre outras coisas. Alberto tinha o sonho de ganhar uma Vespa, uma moto muito famosa, e eles conseguem fazer uma Vespa própria para eles, Porém, Luca se lembra do oceano e volta. Na manhã seguinte, ele volta para a superfície, e Alberto está testando a Vespa que ele construiu e Luca passa alguns dias com ele. Logo, ele se lembra do oceano e volta, mas seus pais acabam descobrindo tudo e eles planejam deixar o filho com seu tio estranho, Ugo. Então. Luca conta tudo para Alberto, e eles resolvem ir pra Portorosso, uma cidade italiana, e eles encontram um jovem homem chamado Ercole, que é famoso por ter uma Vespa, e ele quase faz Luca tomar banho. A dupla conhece uma menina chamada Giulia, e ela fala sobre uma Copa que tem todo ano na cidade, mas seu pai, Massimo, está sem dinheiro para pagar o bilhete. Mas Alberto ajuda o pai da garota a ganhar dinheiro, e eles pagam o bilhete. Depois de uma briga com Ercole, Eles treinam para a Copa por uma semana. De repente, Alberto e Luca acabam se revelando, mas Luca decide ir na Copa sozinho. Mas uma chuva aparece, e ele acaba sendo descoberto e perseguido pelos humanos, e quando Luca e Alberto vão ajudar Giulia, a bicicleta praticamente parou na linha de chegada e eles vencem, destruindo o reinado de Ercole e eles ganham a tão sonhada Vespa. Alberto vende a Vespa para Luca poder ir pra a escola de Giulia, e o filme termina com Ugo conversando no fundo do mar.

## Elenco
- Jacob Tremblay como Luca Paguro, um monstro marinho de 13 anos curioso sobre o mundo acima do mar[5]
- Jack Dylan Grazer como Alberto Scorfano, um monstro marinho adolescente entusiasmado em explorar o mundo humano[5]
- Emma Berman como Giulietta "Giulia" Marcovaldo, uma pequena garota italiana que faz amizade com Luca e Alberto[5]
- Maya Rudolph como Daniela, mãe de Luca[5]
- Jim Gaffigan como Lorenzo, pai de Luca[5]
- Marco Barricelli como Massimo, pai de Giulia[5]
- Saverio Raimondo como Ercole Visconti, o valentão de Portorosso[5]

### Dublagem brasileira
A atriz Cláudia Raia está no elenco de dubladores da versão brasileira da animação. Ela dubla a personagem Signora Mastroianni, enquanto a sua filha, Sophia Raia, dubla a personagem Chiara. Os protagonistas Luca Paguro e Alberto Scorfano são dublados por Rodrigo Cagiano e Pedro Miranda, respectivamente.

## Produção
Em 30 de julho de 2020, a Pixar anunciou no Twitter um novo filme intitulado Luca, sobre um garoto chamado Luca, enquanto ele experimenta um verão inesquecível numa cidade litorânea na Riviera Italiana.

## Lançamento
Luca foi lançado em 18 de junho de 2021 pela Walt Disney Studios Motion Pictures. Em Março de 2021, foi anunciado que o filme teve a sua estreia nos cinemas cancelado e agora chegará no Disney+ na mesma data e sem custo adicional.

## Curta

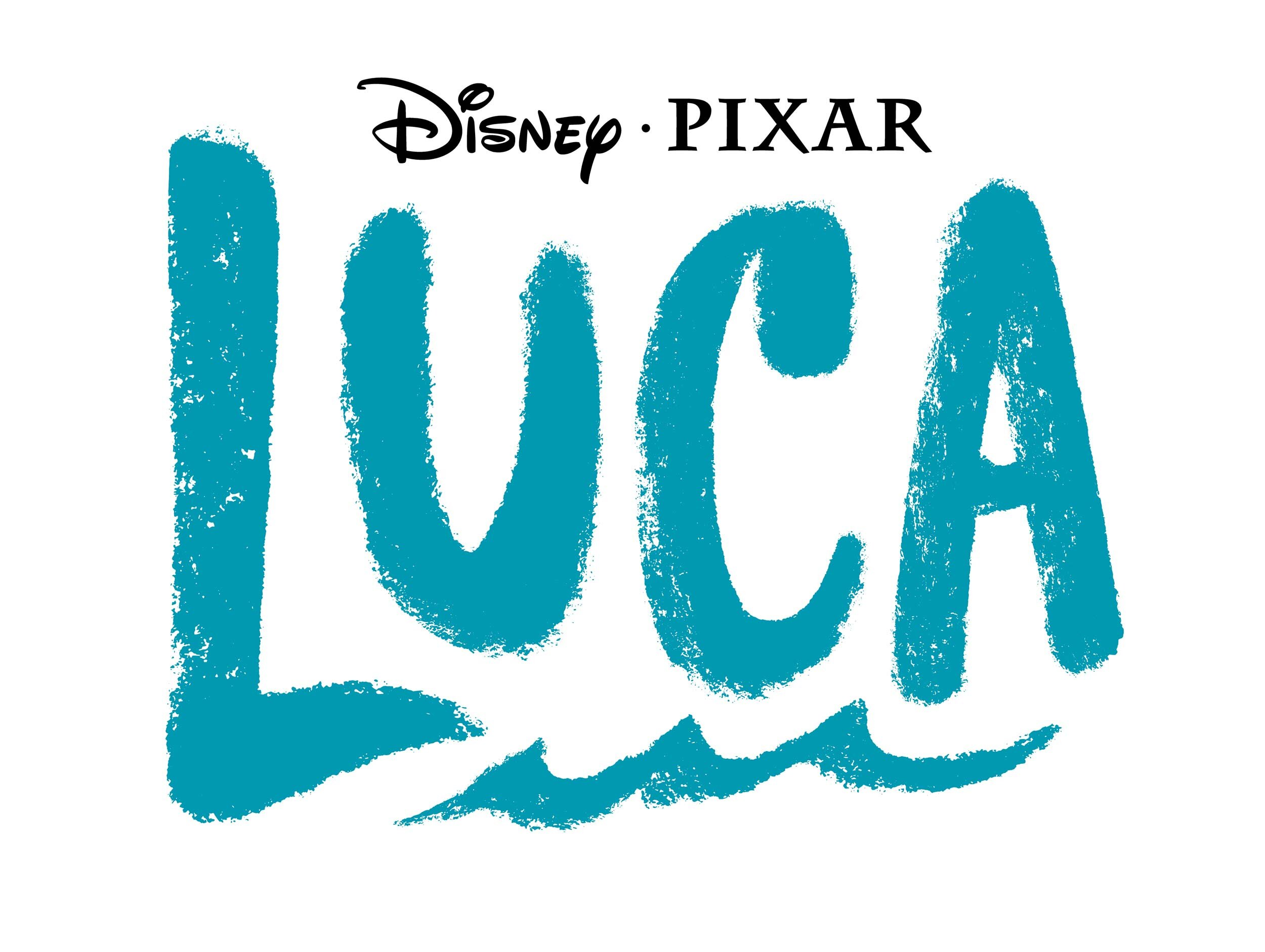
Logotipo de Luca

Após o sucesso de Luca, a Disney se preparou para o lançamento de Ciao, Alberto, o primeiro curta-metragem derivado da nova franquia. O lançamento ocorreu no mês de novembro pela plataforma de streaming Disney+ e o trailer oficial para a nova animação foi divulgado no dia três.